# Erbsbühl (hintere)
Hintere Erbsbühl (amtlich Erbsbühl (hintere)) ist ein Gemeindeteil der Stadt Naila im oberfränkischen Landkreis Hof in Bayern. Hintere Erbsbühl liegt in der Gemarkung Culmitz.

## Geografie
Der Weiler besteht aus zwei Siedlungen. Die größere liegt am Südosthang, die kleinere am Nordhang einer Anhöhe (605 m ü. NHN). Die kleinere liegt in direkter Nachbarschaft zu Erbsbühl und ist über einen Anliegerweg erreichbar, der 700 Meter östlich in die „Kronacher Straße“, einer Ortsstraße des Nailaer „Gerwerbegebiet West“, mündet. Von der größeren führt ein Anliegerweg 400 Meter östlich ebenfalls zur Kronacher Straße, hier in der Nähe zur Bundesstraße 173.

## Geschichte
Ursprünglich gab es nur einen Ort namens Erbsbühl. Infolge des Ersten Gemeindeedikts wurde der größere Teil von Erbsbühl dem 1812 gebildeten Steuerdistrikt Culmitz und der zugleich entstandenen Ruralgemeinde Culmitz zugewiesen, während der kleinere Teil nach Naila kam. Im Zuge der Gebietsreform in Bayern wurde Hintere Erbsbühl am 1. Juli 1971 nach Naila eingemeindet.

### Einwohnerentwicklung
| Jahr      | 1861  | 1871  | 1885   | 1900   | 1925   | 1950   | 1961   | 1970   | 1987  |
| Einwohner | 48    | 54    | 56     | 38     | 29     | 54     | 27     | 21     | 11    |
| Häuser    |       |       | 8      | 8      | 8      | 8      | 8      |        | 4     |
| Quelle    | [ 8 ] | [ 9 ] | [ 10 ] | [ 11 ] | [ 12 ] | [ 13 ] | [ 14 ] | [ 15 ] | [ 1 ] |

## Religion
Hintere Erbsbühl ist evangelisch-lutherisch geprägt und bis heute nach Naila gepfarrt.